# Utagawa Kuniteru
Pour les articles homonymes, voir Utagawa.
Utagawa Kuniteru (歌川国輝) (actif de 1818 à 1860) est un peintre japonais du style ukiyo-e dans la tradition de l'école Utagawa. Né à Edo (Tokyo), il étudie auprès de Kunisada et Toyokuni.

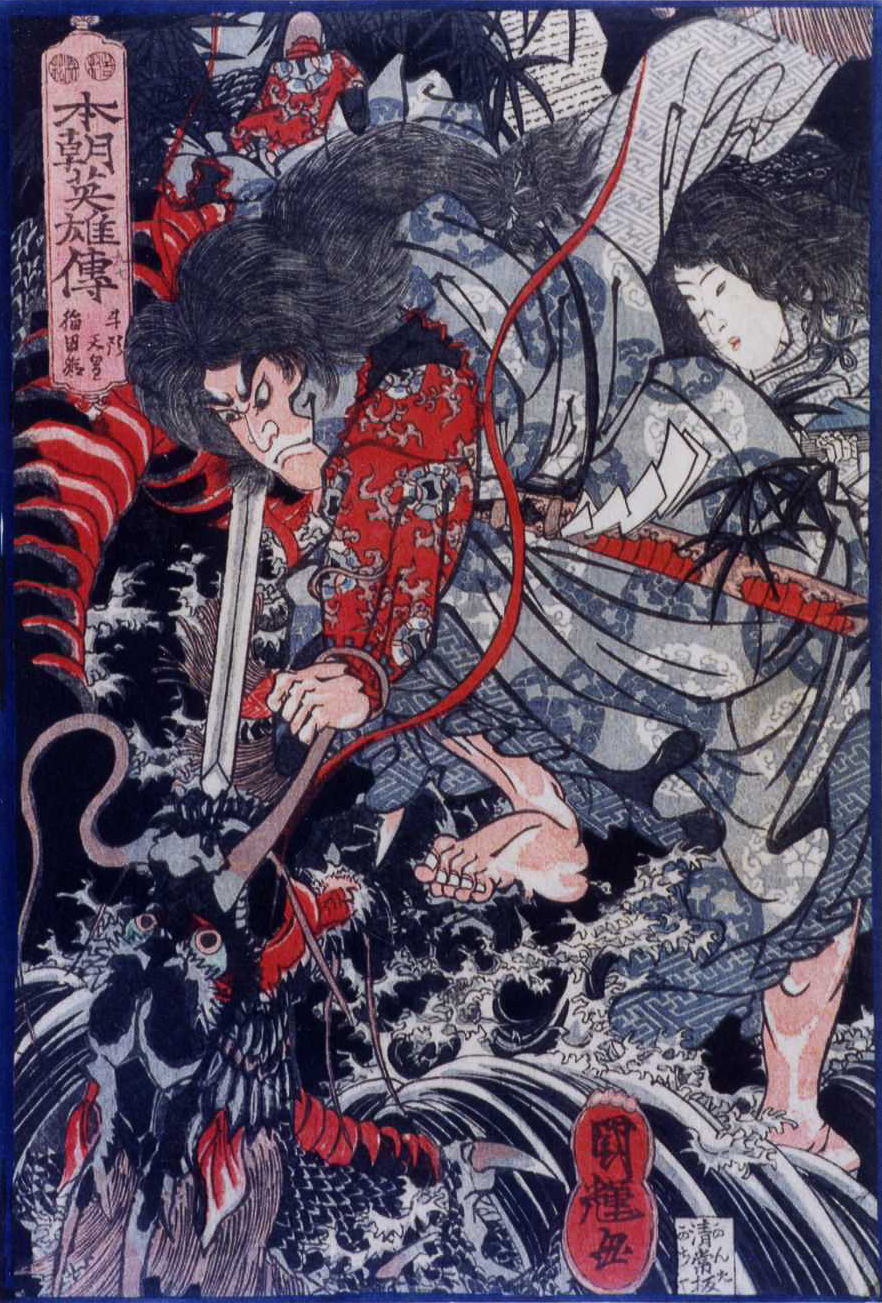
Cette estampe de Kuniteru represente une scène de la pièce de théâtre Kabuki, Nihon Furisode Hajime, au cours de laquelle l'empereur Gozu (déifié à titre posthume Susanoo-no-Mikoto) tue un dragon pour sauver la princesse Inada.

Il crée des estampes d'une très grande variété de sujets dont beaucoup représentent l'influence occidentale croissante au Japon mais une grande partie de sa production est consacrée à l'illustration de livres et à la publication d'estampes ukiyo-e. 
Il est connu sous différents noms : lui-même s'appelle « Kunitsuna II » ou « Ichiransai » jusqu'à l'ère Ganji (1864/1865). Peut-être est-il connu avant 1844 sous le nom « Sadashige » et signe-t-il ses œuvres du nom « Ichiyusai ».
Sous son nom Kunitsuna II, il se concentre sur les caricatures et des scènes tirées de ses voyages. Après avoir pris le nom de son maître, il élargit le champ de ses représentations pour y inclure des scènes de sumo ainsi que des vues de la modernisation et de l'occidentalisation du Japon.

## Galerie

Galerie
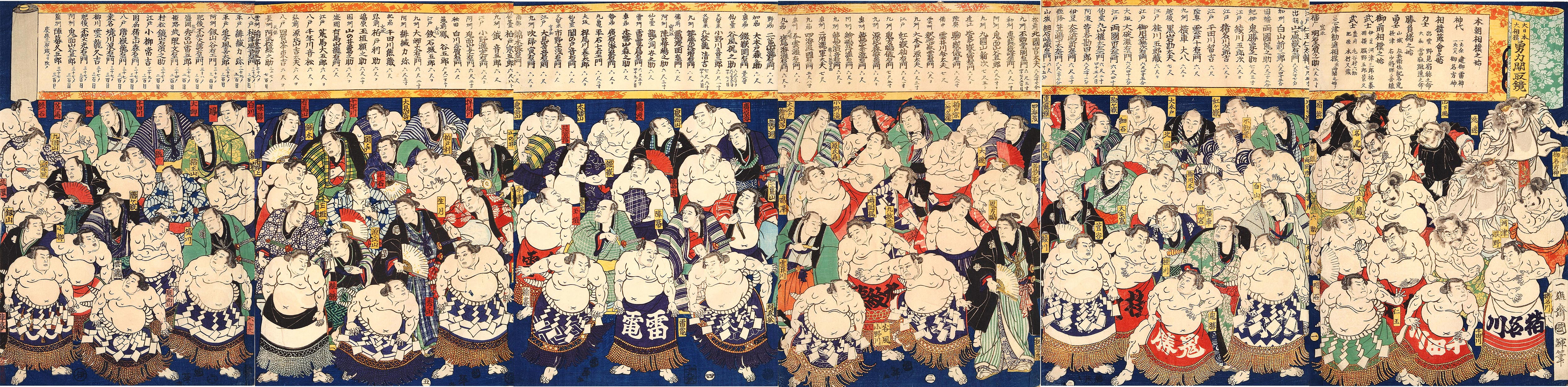
97 Rikishi de la période Edo par Utagawa Kuniteru II
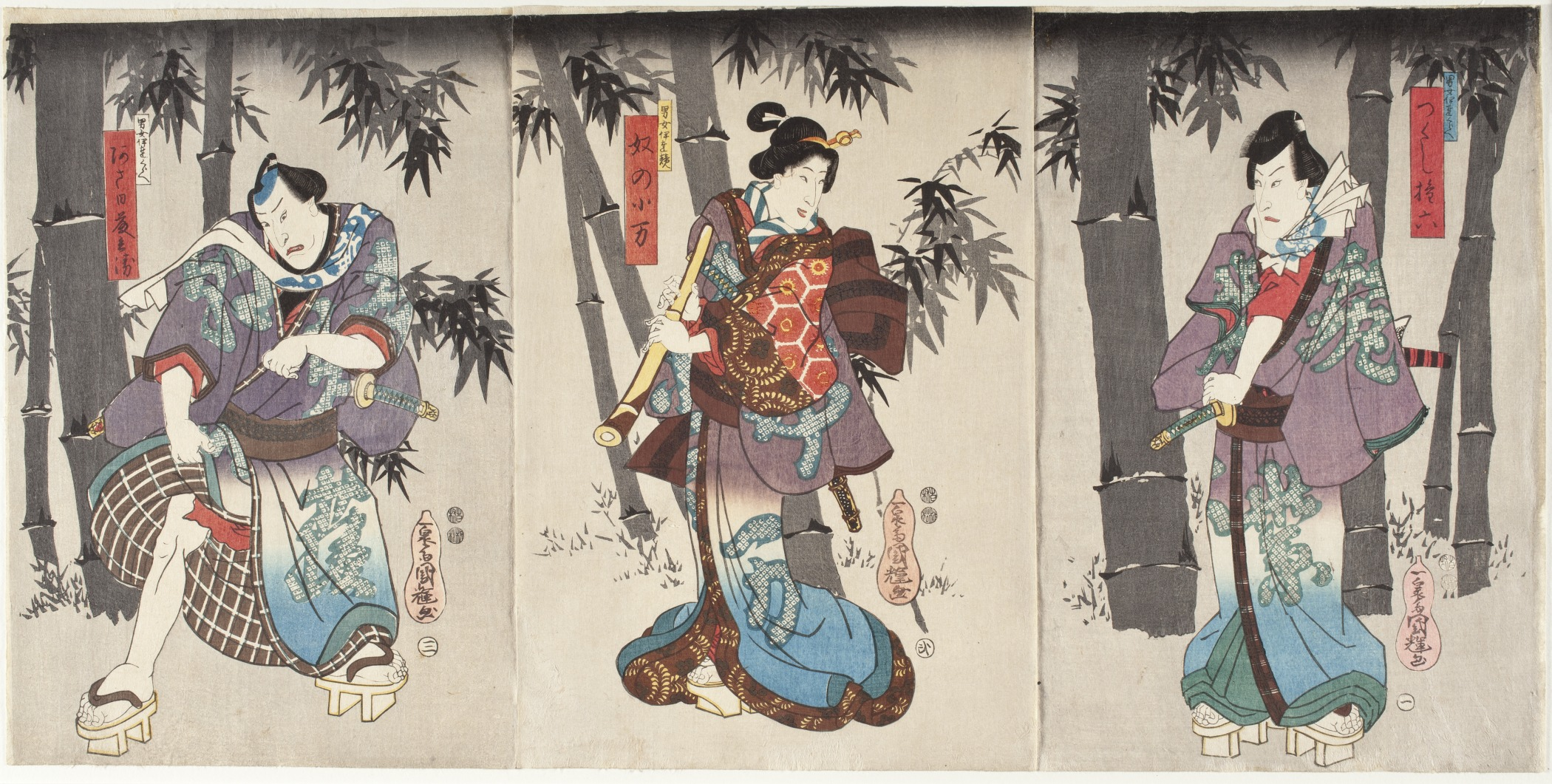
Tsukushi Jinroku par Utagawa Kuniteru